# Acanthiza inornata
Az Acanthiza inornata a madarak osztályának verébalakúak (Passeriformes) rendjébe, az ausztrálposzáta-félék (Acanthizidae) családjába tartozó  faj.

## Rendszerezése
A fajt John Gould angol ornitológus írta le 1841-ben.

## Előfordulása
Ausztrália délnyugati részén honos. Természetes élőhelyei a szubtrópusi és trópusi mocsári erdők, száraz szavannák és mediterrán típusú cserjések, valamint városi régiók.

## Megjelenése
Testhossza 11 centiméter.

## Életmódja
Rovarokkal táplálkozik.

## Természetvédelmi helyzete
Az elterjedési területe nagyon nagy, egyedszáma viszont csökken, de még nem éri el a kritikus szintet. A Természetvédelmi Világszövetség Vörös listáján nem fenyegetett fajként szerepel.